# Islands Brygge
Islands Brygge – stacja metra w Kopenhadze, na linii M1. Zlokalizowana jest pomiędzy stacjami Christianshavn oraz DR Byen. Została otwarta 19 października 2002.

## Położenie
Stacja Islands Brygge znajduje się w szybko rozwijającej się dzielnicy Islands Brygge w północnej części obszaru Ørestad, zwanej Ørestad Nord. Stacja położona jest poniżej Ørestads Boulevard na skrzyżowaniu z Njalsgade. W pobliżu znajduje się Havneparken, słynny park publiczny przekształcony z dawnego terenu przemysłowego w 1984.